# ルーマニア正教会
ルーマニア正教会（ルーマニアせいきょうかい、ルーマニア語：Biserica Ortodoxă Română 、英語：Romanian Orthodox Church）は、キリスト教の正教会に属する独立教会の一つ。かつてはコンスタンディヌーポリ総主教庁の管轄下にあったが、19世紀末に独立教会となった。ルーマニアに住むルーマニア人の大多数を信者とする（2002年の統計によれば約2千万人）。現在、正教会において、信徒数第2位を誇る（1位はロシア正教会）。
正教会は一カ国に一つの教会組織を備えることが原則だが（ルーマニア正教会以外の例としてはギリシャ正教会、ロシア正教会、日本正教会など。もちろん例外もある）、これら各国ごとの正教会が異なる教義を信奉している訳では無く、同じ信仰を有している。

## 歴史
ルーマニア人正教徒の一部は、ルーマニア正教会がヨーロッパにおける最初の国規模の、正統な、かつ使徒によって建てられた教会であると信じる。この伝承によれば、ルーマニアの教会は聖アンデレによって創建された。
一方、歴史家はローマ帝国がキリスト教を現在のルーマニアにもたらしたと考えている。ローマの属州として、ルーマニアには当時のローマ帝国で信仰された宗教が、ミトラ教などを含め全て痕跡を残している。キリスト教はおそらくイリュリア軍団によってもたらされた。
ローマ帝国が、ドナウ川河口域の北側を領土として保つことが困難であると気付くにはそれほど時を要さなかった。ローマの軍隊が恒常的にこの地方に駐屯したのは106年から276年の間にのみとどまる。しかし短期間とはいえ、ローマの文化はこの土地に急速に浸透し、ダキア人は言語だけでなく宗教においてもローマ文化を接受し、キリスト教を信じるようになった。その結果、ある教父の証言によれば、このロマンス語を話す民族は「多すぎる代表」を第1ニカイア公会議に送り込むまでに至ったのである（Ante-Nicene Fathers, 1867, 1885）。
ルーマニア人が一つの民族として形成されたとき、彼らが既にキリスト教を信じていたことは明白である。これは伝承とともに考古学上・言語学上の証拠により裏付けられる。ルーマニア語における基本的なキリスト教用語はラテン語に由来する。たとえば教会 ("biserică" < basilica) 、神 ("Dumnezeu" < Domine Deus) 、復活祭 ("Paşte" < Paschae) 、異教徒 ("Păgân" < Paganus) 、天使 ("Înger" < Angelus) などである。とりわけ、教会を意味するBiserica はルーマニア正教に固有のものである。
ルーマニア人の名前には、スラブ人の影響が入る以前のローマ教会からの影響が残っている。聖人の名前は全てラテン語の面影を残している。"Sântămăria" （マリア）、"Sâmpietru" （聖ペトロ）、Sânmedru （聖デメトリウス）という具合である。"Sânziana"や"Cosânzeana"（聖なるディアナないし、いと聖なるディアナ）といったキリスト教以前の習慣を留める用語法は、この文脈では挿話としての意味しかもっていない。ルーマニア人の信仰の中には、キリスト教以前のダキア人の信仰の痕跡が残っている。霊的な場所としての山岳、宗教的な行列（十字行）、暦、また初期の教会の地理的な場所は、明らかにダキア人固有の信仰の中で有してたのと同じ意義を持っている。聖アンドレでさえ、ルーマニアでは「狼の使徒」として知られている。これは狼の頭がダキア人の戦意をかきたてる象徴であったという古く広がりのある文脈に置かれることができる。

### キリスト教と小スキュティア
ダキアがごく短い間ローマ帝国の一部であったのに対し、小スキュティア（今日のドブロジャ）がローマ帝国の一部であった期間は長かった。帝国が東西に分裂すると、小スキュティアは東ローマ帝国の一部となった。
小スキュティアが初めてキリスト教に接したのは、使徒アンデレ（ペトロの弟）が1世紀に弟子たちと共にこの地を通過したときであったと伝承は伝える。後にキリスト教は小スキュティアで優勢な宗教となった。このことは多くの初期教会の遺構から証明される。ローマ帝国の行政官たちはキリスト教徒に過酷に望み、致命者が多く出た。
トミスで304年3月7日に殺害された主教エフレムは、この地方における最初の致命者となった。以後、数多くの致命者が続いた。特にディオクレティアヌス帝、ガレリウス帝、リキニウス帝、ユリアヌス帝のときに致命者が多く出た。
この時代、多数の主教座や教会の致命者が試練にさらされた。知られている最初のダキア・ローマ人の司祭モンタヌスとその妻マクシマは、キリスト教信仰のため304年3月26日に溺死刑に処された。
1971年に行われた発掘調査で、Niculiţel（古代の小スキュティアのノヴィオドゥヌムの近く）の初期のキリスト教バシリカの下から、さらにそれより古い致命者記憶堂が発見された。ディオクレティアヌス帝の治下で304年から305年に致命したゾティコス、アッタロス、カマシス、フィリッポスのほか、デキウス帝（249年-251年）による迫害のときに死んださらに古い2人の致命者の不朽体（遺体）が地下室から出てきた。これらの致命者の名は教会にある記録から知られていたが、それらの名が内側に記された墓の発見は驚くべきことであった。
また、アタナリック（西ゴート族）の支配下で372年4月12日に川での溺死刑によって致命した著名な聖人ゴートの聖サヴァの不朽体が聖大バシレイオスによって取り戻されたということは、サヴァがアリウス派のような異端ではなく、第1ニカイア公会議で確定された信仰の側に身をおいていたことを示している。
ダキア生まれの皇帝ガレリウスが311年、ローマ帝国全土にキリスト教信仰の自由を布告すると、トミスの街（現在のコンスタンツァ）は他の14主教座とともに府主教座となった。

### 中世
東ローマ帝国・コンスタンディヌーポリ総主教座とブルガリア帝国の間の複雑な関係の結果、ルーマニアでは教会スラブ語による奉神礼が9世紀初めに行われるようになった。しかし、宗教文書の大半はスラブ語を理解しないか、または信徒が奉神礼文を理解することを望んだか、またはその両方であるようなルーマニア人の聖職者が学ぶものであった。何人かの聖職者たちは説教のときに、いくつかのスラブ語の接頭語を用いてもごもごと語った。そうすればスラブ語のように聞こえるというわけである。
ドナウ川南岸のダキアは"Vlahia Mare"「大ワラキア」として知られており、北岸は"Ungro-Vlahia"「ハンガリー・ワラキア」として知られていた。この重要な地理的・民族史的事実は、現在もルーマニア教会のなかに府主教の中の首席である「ウングロ・ワラキア」府主教庁の名に残っている。ウングロ・ワラキア府主教座は1359年にクルテア・デ・アルジェシュに置かれた。第二の府主教座は1401年にモルダヴィアのスチャヴァにおかれた。

### 聖書の翻訳
ドナウ下流域では、川の両岸で教会生活はあらゆる形式において豊かに花開いた。しかしドナウ川北岸のルーマニア人を司牧する府主教座は13世紀末から14世紀初めに初めて創設された。これはこの地方の政治的発達の反映であった。多くの宗教文書は定期的に書写されたが、16世紀に至るまで教会スラブ語だけが用いられた。
しかしルーマニア語への重要な翻訳は確実に進行しつつあった。ヴェロネト・コデクスやブカレスト聖書(Biblia de la Bucureşti)といったルーマニア語による聖書全巻の最初期の翻訳が17世紀末に現れた。ワラキアではセルバン・カンタクゼノスの治世下で1688年に聖書が出版され、成熟した仕事として受け取られた。
ルーマニア語への聖書の翻訳は、英語における欽定訳聖書に匹敵する文化的重要性を持つ。これは、多くの、おそらくは現在もなお知られていない、匿名の先行する翻訳なしにはなされえない仕事だった。歴史家ニコラエ・ヨルグにより「ビザンティウムなきあとのビザンティウム」と呼ばれた運動の中で、東ローマ帝国に由来する豊富な写本がドナウ川北岸にもたらされ、聖書の翻訳に結びついたのである。
ルーマニア語の聖書が刊行されたことで、ルーマニア教会における教会スラブ語とギリシア語の重要性は段々に薄れてきた。1736年は教会スラブ語の典礼書がワラキアで出版された最後の年になった。1863年にルーマニア語は公式にルーマニア正教会で用いられる唯一の言語となった。
モルダヴィアとワラキアがオスマン帝国の属国であり、トランシルヴァニアがハンガリーの領土であったほとんどの時期の間、ルーマニア人は正教会の信仰をその民族的同一性の一部として保ってきたのである。

### 帰一教会
1698年、ハンガリー王国の一部だったトランシルヴァニアで、ルーマニア正教会の一部がローマ教皇の至上権を認めた。一方でこれらの教会は正教会の典礼を保持しつづけた（東方典礼）。一部の歴史家はこの変化を、正教徒がカトリック信徒と同等の権利を求めた政治的なものとみなしている。これと平行して、イエズス会がトランシルヴァニアで布教し、トランシルヴァニアをより西ヨーロッパに組み込もうと努力した。
第二次世界大戦後、ルーマニアに成立した共産党政権（ルーマニア社会主義共和国）は1948年、ルーマニアの東方典礼カトリック教会に対して弾圧を行った。教会堂は没収され、正教会に与えられた。信者は正教会への改宗を強制された。1950年、ルーマニア・カトリックは再び合法化されたが、共産党政権下での活動は制約されていた。2002年時点、ルーマニア・カトリック教会には19万1千人の信者がいる。

### 近現代の歴史
ルーマニア正教会は1885年に、それまでの自治教会から独立教会となり、コンスタンディヌーポリ総主教座の支配を完全に離れた。

#### 共産党政権下
共産党政権は1948年に「宗教法」を出し、国が教会を統制する体制を固めた。多くの修道院が職業センターに改組され、聖職者たちは別の世俗の職業を学ぶことを促された。ルーマニア正教会の指導部は共産党政権と良好な関係を保ち、ルーマニアの民族主義を強調する国策に協力した。一方で多くの聖職者たちが教会を離れていった。1963年までに司祭と修道士をあわせ2500人が逮捕され、2000人以上の修道士が修道生活を強制的に断念させられた。
教会を離れた聖職者たちは、長期服役の判決を受けた。また教会に留まった聖職者の中には多数の秘密警察の協力者や情報提供者がいた。2001年、旧共産党政権に協力した正教会司祭のリストが公開されることを阻むために、ルーマニア正教会はかつての秘密警察の文書閲覧を許す法律を変えようとしたが失敗した。
1989年、ルーマニア革命で共産党政権が崩壊すると、国から教会への統制は廃止された。

#### モルドバのルーマニア正教会
ルーマニアの隣国であるモルドバ共和国にいるルーマニア人信徒は、ベッサラビア府主教区に属している。ベッサラビア府主教区は、1812年、ロシア帝国がベッサラビアを併合して以後、約200年にわたりロシアへの同化政策に抵抗をつづけており、2004年現在、200万の信徒を持つ。
2001年、ストラスブールのヨーロッパ人権裁判所において、ベッサラビア教会はモルドバ政府に対する記念碑的な勝利を収めた。これは、近年の政治情勢にかかわらず、モルドバ府主教座は、ベッサラビアとホチンの府主教座の正統な後継者であると認められたということを意味する。ベッサラビアとホチンの府主教座は1918年から1940年の間存在し、スターリンによってロシア正教会のモスクワ総主教座の管轄に置かれた。
一方、ロシア正教会は依然としてモルドバの管轄権を主張し、ルーマニア正教会の一部としてのベッサラビア府主教区の正当性を認めていない。

#### 日本のルーマニア正教会
2000年代、主として日本人男性の配偶者として日本に定住したルーマニア女性からなる在日ルーマニア正教会信徒の数が5000人ほどに達した
2008年にルーマニア教会総主教座は「ルーマニア正教会日本支部」の設立を設定、東京と名古屋~美濃加茂に司祭２名が常駐し活動している。この「日本支部」の設置は日本正教会側にいかなる連絡も取らずに行われたため、紛争となっている。
- 2008年8年　在日ルーマニア人正教徒がルーマニア政府に対し司祭の派遣を要請[3]。ルーマニア総主教座はルーマニア正教会日本支部の設立を決定[3]。
- 2008年11月　2名のルーマニア正教会司祭が東京と名古屋に着任[3]。
- 2008年11月-2016年1月　東京では、カトリック教会国立集会所を借りて布教[4]。
- 2011年3月　福島原発の事故に怯えた名古屋の司祭が帰国[2]。
- 2013年8月  司祭1人が新たに着任。[4]。
- 2017年4月-  東京の教会カトリック教会国立集会所を購入[4]。

### ルーマニア正教会の特徴
ルーマニア正教会は、正教会の中で唯一ロマンス語による奉神礼を行う教会である。
東ローマ帝国の宗教文書はルーマニアに独自の主教座について記録している。これはコレピスコプス（chorepiscopus）あるいは地方の主教座と呼ばれたもので、一般に知られている大都市の宗教的中心としての主教座の対極にある。これはアイルランドにおける修道院司教になぞらえることができよう。中世初期のアイルランドでは、地方にいる修道院長の役割には、他の地域で司教が果たしていた役割が含まれていた。
ヨーロッパ語では、一般にギリシア語のエクレシア（召集されたもの）に由来する語が教会の意味で使われるが、ルーマニア語ではバシリカに由来する語（Biserică）のほうが一般的である。

## 教会法上の地位
ルーマニア正教会はルーマニア総主教府によって管轄される。ルーマニア正教会における、聖職位階、教会法、教義の最終的な権威は聖シノドにある。

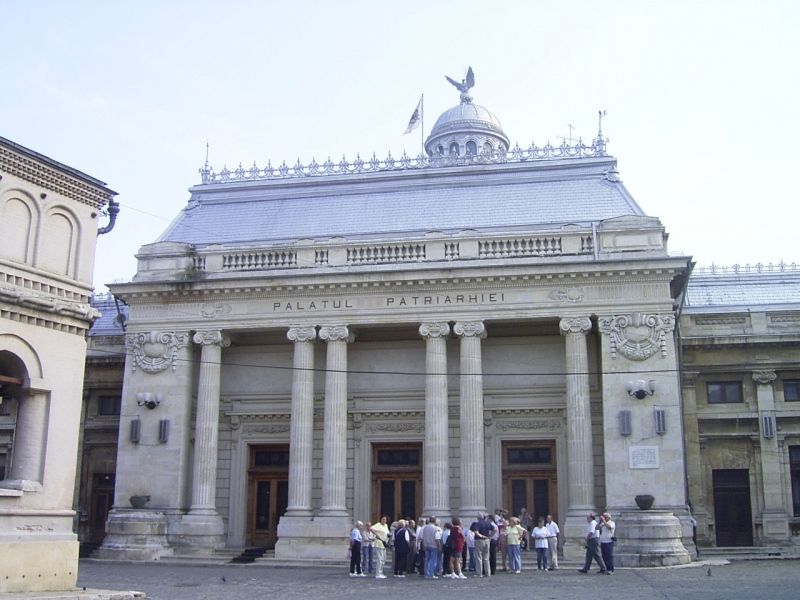
ルーマニア総主教宮殿

## 組織
ルーマニアには5つの府主教座と10の大主教座があり、輔祭・司祭をあわせ1万2千人以上の聖職者がいる。彼らは教区、修道院、公共施設で活動している。ルーマニア国内に約400の修道院があり、約3500人の修道士と5000人の修道女がいる。国外に、3つの在外府主教座と2つの在外主教座がある。2004年時点、ルーマニア国内に15の神学大学があり、1万人以上の学生が在籍する。奨学金を受けた学生が国外のベッサラビア（現在のモルドヴァ）、北ブコヴィナ（現在はウクライナ領）、セルビアからも来ている。ルーマニア国内でルーマニア正教会所属の教会（ルーマニア語で"lăcaşe de cult"、字義通りには「礼拝場所」）は14500以上に上る。2002年時点でそのうち1000が建設中または再建中であった。

## 他の正教会との関係
ルーマニア正教会を含め、ほとんどの正教会の独立教会は、全地総主教たるコンスタンディヌーポリ総主教を尊重し、精神的な絆を保っている。
2008年11月、日本正教会といかなる根回しも行わずに日本に二つの小教区を有する「日本支部」を設置、2名の司祭を常駐させ、紛争となっている。

## 著名な神学者
ドゥミトル・スタニロアエ司祭（1903年 - 1993年）は20世紀の偉大な神学者の一人に数えられる。極めて深奥な神学著作を別にすると、45年にわたる著述活動を包括的にまとめた『ルーマニア聖歌集』en:Romanian Philocalyが彼の最も知られた著作である。
シハシュトリア修道院の長老、掌院クレオパ・イリエ司祭（1912年 - 1998年）は、現代ルーマニア正教会の精神性を最も良く代表する。

## ルーマニア総主教の一覧
全ルーマニアの総主教も参照。（）内は総主教在位年。
- ミロン（1925年 - 1939年）　Miron Cristea
- ニコディム（1939年 - 1948年）　Nicodim Munteanu
- ユスティアン（1948年 - 1977年）　Iustinian Marina
- ユスティン（1977年 - 1986年）　Iustin Moisescu
- テオクティスト（1986年 - 2007年） Teoctist Arapasu
- ダニエル（2007年 - ） Daniel Ciobotea

## ルーマニア正教会の指導者たち
- ダニエル：ブカレストの大主教、ウングロ・ワラキアの府主教（＝ムンテニア／ワラキアとドブロジャ）、全ルーマニアの総主教。カエサレアとカッパドキアの主教代理。
- ペトル：ベッサラビアの府主教。
- ヨシフ：パリの大主教、フランスと西欧および南欧の府主教。
- セラフィム：ドイツと中欧の府主教。
- ニコラエ：米国とカナダの大主教。
- ラウレンティウ：ヴァルシェトの主教代理。
- イェロモナフル・ラファイル・ノイカ
- アレクサンドル・ニコディム：司祭。「聖ゲオルゲ小教区」(静岡・関東など)の主任司祭として来日(任2008-2013)[4]。
- クリスティアン・ゲオルギウ：司祭。「主の復活小教区」(愛知・岐阜・関西など)の主任司祭として来日(任2008-　)[4]。
- コリウ・ダニエル：司祭。「聖ゲオルゲ小教区」の主任司祭として来日(任2013- )[4]。

## 分類
- 正教会（ギリシャ正教、東方正教会） — 正教会の洗礼・聖体機密（聖体礼儀）を含む機密（秘蹟）は全ての正教会で有効。「ルーマニア正教会」「ロシア正教会」は組織名であり、一組織を信仰するかのような「ロシア正教を信仰する」「グルジア正教を信仰する」といった表現は誤りである。
  - 独立正教会（一部からの承認のみのものを含む）
    - アメリカ正教会
    - アルバニア正教会
    - アレクサンドリア教会（アレクサンドリア総主教庁）
    - アンティオキア教会（アンティオキア総主教庁）
    - ウクライナ正教会 (2018年設立)
    - エルサレム教会（エルサレム総主教庁）
    - キプロス正教会
    - ギリシャ正教会
    - グルジア正教会
    - コンスタンティヌーポリ教会（コンスタンティヌーポリ全地総主教庁）
    - セルビア正教会
    - チェコスロバキア正教会
    - ブルガリア正教会
    - ポーランド正教会
    - マケドニア正教会　一部のみその地位を承認。
    - ルーマニア正教会
    - ロシア正教会

  - 自治正教会（一部の承認のものも含む）
    - エストニア使徒正教会 — 一部のみその地位を承認。承認していない教会からは一教区扱い。
    - シナイ正教会
    - 正統オフリド大主教区 — 一部のみその地位を承認。承認していない教会からは一教区扱い。
    - 中国正教会 — 一部のみその地位を承認。承認していない教会からは一教区扱い。
    - 日本ハリストス正教会 — 一部のみその地位を承認。承認していない教会からは一教区扱い。
    - フィンランド正教会

  - 自主管理教会
    - アンティオキア正教会北米大主教区
    - ウクライナ正教会 (モスクワ総主教庁系)
    - エストニア正教会 — ロシア正教会の自主管理教会。
    - 在外ロシア正教会
    - モルドバ正教会
    - ラトビア正教会
    - 他

### 教会と修道院
- ゴリア修道院

### 歴史
- The Role played by the Christianity in the Genesis of the Romanian people - ウェイバックマシン（2004年3月15日アーカイブ分）
- Ante-Nicene Fathers, Vol. III
- Romanian Orthodox Church - History

### 信仰
- 正教会のカテキスム（正教要理）（英語）
- Daily synaxar in Romanian on the site of a young Romanian priest（ルーマニア語、フランス語、英語）

### 在外ルーマニア正教会
- Moldova: Government Fails in Bessarabian Church Appeal
- ベッサラビアと全モルドバの府主教区
- 西および東ヨーロッパのルーマニア正教会府主教区（フランス語）
- ドイツおよび中央ヨーロッパのルーマニア正教会府主教区（ルーマニア語、ドイツ語）
- パリ・ルーマニア正教会（ルーマニア語、フランス語）
- ルーマニア オーソドックス教会 日本代表部（ルーマニア語、日本語）